# Lijst van personages uit Sonic Underground
Dit is een lijst van personages uit de animatieserie Sonic Underground.

## Agent N
Agent N was een aapachtige robot werkende voor Dr. Robotnik. Hij overzag de productie van Robotniks spionagehorloges. Hij ving Sonic en Manic, maar werd blijkbaar vernietigd door Sonia. Hij keerde later weer terug met een draagbare Robotizizer, en ving Manic, Sonia, Mindy LaTour en Mr. LaTour. Sonic schakelde hem ditmaal voorgoed uit.

## Aman-Rapi
Een voorouder van Queen Aleena Hedgehog. Hij was een tovenaar en profeet. In zijn eigen tijd voorspelde hij reeds de komst van Robotnik. Hij schreef op een boekrol hoe Robotnik verslagen kon worden, en nam deze mee in zijn tombe. Sonic, Sonia, en Manic zochten zijn tombe op om de rol te vinden, maar deze bleek al zo oud dat hij bij aanraking uit elkaar viel. Het gemummificeerde lichaam van Aman-Rapi kwam tijdelijk weer tot leven, en hielp de drie egels te ontsnappen.

## Argus
Argus was Queen Aleena's bodyguard die door Robotnik in een robot was veranderd. Sonic, Sonia en Manic konden hem tijdelijk los laten breken van zijn programmering in de hoop dat hij hen kon vertellen waar Alleen was.

## ART
Een van Robotniks sterkste creaties. ART was speciaal ontworpen om de Sonic Underground en de Freedom Fighters te verslaan. Hij kon technologie absorberen om zijn kracht en omvang te vergroten. ART was tevens in staat te leren en zich aan te passen aan vijandige aanvallen. Zijn naam staat voor "Artificial Robot of Technology".
De Sonic Underground-groep kon ART's vrije wil echter weer boven laten komen met hun muziek, waarna ART zich bij de Freedom Fighters aansloot. Hij hielp een groot aantal gevangenen te bevrijden, maar werd hierbij zelf vernietigd.

## Athair
De overgrootvader van Knuckles. Hij is een ziener, die voorspelt dat er een groot onheil zal komen als Knuckles zijn positie op het zwevende eiland verlaat.

## Bartleby
Sir Bartleby of Dresdin is een aristocraat, en een van de rijkste inwoners van Robotropolis. Hij was Sonia's verloofde. Bartleby is erg verwaand, maar geeft diep van binnen wel om Sonia. Hij is van mening dat haar broers een slechte invloed op haar hebben.

## Berlock
Berlock is een oudere vampiervleermuis, en de opzichter van Worst Castle. Dit kasteel zou het huis van Sonia's voorouders zijn. Hij heeft een uil als huisdier. Hij kan niet tegen harde geluiden en heeft een sterk gevoel voor humor. Hij praat met een klassiek vampieraccent.

## Captain Squeege
Captain Squeege is een zeespons en de kapitein van Queen Aleena's sneeuwboot. Hij runt het verzet in Port Mobius. Hij praat met een stereotiep zeemanstaaltje. Hij kan grote hoeveelheden water absorberen.

## Chomps
Het huisdier van Knuckles. Chomps is een vleesetende dinosaurus, en naast Knuckles de enige bewoner van het zwevende eiland. Hij verslind op Knuckles' bevel indringers.

## Cyrus
Cyrus is een vriend van de Sonic Underground, en een van de Freedom Fighters. Hij is een leeuw met een hoog IQ. Zijn persoonlijkheid doet sterk denken aan die van Tails, daar hij net als Tails een expert is met machines. Zo is hij behalve uitvinder ook een computerhacker.

## Dingo
Dingo is een van Robotniks primaire handlangers. Hij is een groot oranje wezen, mogelijk gemodelleerd naar een echte dingo.
Dingo is de niet bijster slimme partner van Sleet. Hij heeft een harde persoonlijkheid, maar diep van binnen is hij verliefd op Sonia. Dingo doet altijd wat Sleet hem opdraagt te doen, en heeft het vaak niet door als hij beledigd wordt.
Dingo kan van gedaante veranderen, en zo de vorm aannemen van elk vast voorwerp of levensvorm.

## Do-Bot
Do-Bot is een robotische kapper die haar klanten geheimen ontfutselt voor Robotnik. Manic lijkt een oogje op haar te hebben.

## Ferrell
Ferrell was een belangrijk lid van de onderwereld van Mobotropolis. Hij is tevens Manics adoptiefvader, en leerde hem alles over diefstal en inbraak. Hij werd al vroeg in de serie door Robotnik in een robot veranderd.

## Ifyoucan
Ifyoucan (if you can) is de leider van een woestijnstam. Hij is gedeeltelijk in een robot veranderd, maar probeert dit te allen tijde te verbergen.

## Lady Windimire
Lady Windimire is een rijke aristocrate, en Sonia's adoptiefmoeder. Ze is door Robotnik in een robot veranderd.

## Luke Periwinkle
Luke Periwinkle is een personage uit de aflevering "The Hedgehog in the Iron Mask". Zijn naam is mogelijk een parodie op acteur Luke Perry.

## Manic the Hedgehog
Manic the Hedgehog is een van de drie kinderen van Queen Aleena. Hij is een groene antropomorfe egel. Manic is de jongste van de drie leden van de band Sonic Underground.
Net als zijn broer Sonic en zijn zus Sonia werd Manic kort na zijn geboorte te vondeling gelegd door zijn moeder, zodat hij uit handen van Robotnik zou blijven. Manic werd gevonden door Ferrell, die Manic zijn hele leven trainde om zelf ook een dief te worden. Manic is derhalve ervaren in onder andere zakkenrollen, computers hacken, sloten openbreken, en dingen onopgemerkt meenemen. Deze vaardigheden hebben hem en de anderen al meerdere malen geholpen.
In de band Sonic Underground bespeelt Manic het drumstel, dat tevens zijn wapen vormt. Met het drumstel kan hij seismische activiteit opwekken.

## Mantu
Mantu is de zoon van de hoofdman van de Speedster Island-stam

## Mayor Winniham
Mayor Winniham is een antropomorf paard, en de burgemeester van Mobodoon, de thuisstad van de Sonic Underground.

## Max
Max is een zakkenroller die een kleine bende dieven leidt.

## Mindy LaTour and Mr. LaTour
Mindy LaTour is Sonia's oude vriend. Ze is een rijke modeontwerpster.

## Moby Deep
Moby Deep is een reusachtige walvis, die onterecht voor een zeemonster werd aangezien. Hij is een parodie op Moby-Dick.

## Orakel van Delphius
Het Orakel van Delphius is een profeet, die nog wel het meest lijkt op een reptielachtig wezen. Hij is een van de sterkste leden van de Freedom Fighters. Hij onderwerpt Sonic, Sonia en Manic geregeld aan testen. Zijn naam is afgeleid van het Orakel van Delphi.

## Queen Aleena the Hedgehog
Aleena is de moeder van Sonic, Sonia en Manic. Voordat Robotnik de macht greep was zij de heerser over Mobius.
Door de serie heen helpt ze van achter de schermen haar drie kinderen. Zo laat ze cryptische aanwijzingen voor hen achter, of grijpt eigenhandig in als de situatie uit de hand dreigt te lopen. Ze beschikt over enkele magische vaardigheden, zoals de gave om een holografische versie van zichzelf overal op Mobius tevoorschijn te laten komen.

## Queen Sauna
Queen Sauna is een oude koningin die sprekend lijkt op Sonia.

## Raphi
Raphi is een woestijnbewoner die in de stad Tashistan woont met zijn moeder, vader en grootmoeder. Zijn benen zijn mechanisch als gevolg van een mislukte poging hem in een robot te veranderen.

## Renez
Renez is de leider van het verzet in Anez. Ze deed mee in de aflevering Sonia's Choice.

## Sonia the Hedgehog
Sonia the Hedgehog is een van de drie kinderen van Queen Aleena. Ze is de zus van Sonic en Manic.
Sonia is een roze antropomorfe egel. Net als haar broers werd ze door haar moeder te vondeling gelegd kort na haar geboorte. Sonia werd gevonden door de aristocraat Lady Windemere. Als gevolg van haar luxe leventje is Sonia erg verwend. Ze haat het om vuil te worden, en maakt zich continu zorgen om de toestand van haar haar en kleding. Als ze actie onderneemt, doet ze dit altijd goed doordacht (in tegenstelling tot haar broers).
Sonia is fysiek de sterkste van de drie. Ze is ervaren in vechtsporten, en kan met gemak zware voorwerpen optillen of door een barrière heenbreken. Haar wapen/muziekinstrument is een keyboard synthesizer.

## Sleet
Sleet is een van Robotniks primaire handlangers. Hij is een antropomorfe wolf gekleed in een paars harnas en een blauwe cape. Sleet is sluw, hebzuchtig, en manipulerend.
Sleet maakt maar wat graag gebruik van het feit dat zijn partner, Dingo, niet al te slim is. Zo laat hij Dingo vaak opdraaien voor het mislukken van hun plannen, en verandert hij Dingo geregeld tegen zijn wil in een andere gedaante.

## Speed-Bot
Speed-Bot is een chimaera-achtige robot gemaakt uit enkele van de snelste wezens op Mobius. Hij werd door Robotnik gebruikt in een race om Sonic te vangen.

## Stripes
Stripes is een tijger die in Lake Valley woont. Hij was oorspronkelijk een spion voor Robotnik, maar nadat Robotnik hem verraadde sloot hij zich aan bij het verzet.

## Titus
Titus was een professionele oplichter die zich voordeed als een wetenschapper die zogenaamd een manier had gevonden om robots weer terug te veranderen in de wezens die ze oorspronkelijk waren. Robotnik dwong hem zijn zogenaamde De-Roboticizer te veranderen in een echte Roboticizer als valstrik voor de Sonic Underground. Titus kreeg spijt van zijn daad, en voorkwam dat Sonia in een robot veranderd werd door haar snel van het apparaat af te duwen.

## Trevor
Trevor is een muis en een goede vriend van de Sonic Underground. Hij is gekleed als een hippie.

## Vince
Vince is een verkoper van de zwarte markt, en een kennis van Manic. Hij is in een robot veranderd door Sleet.